# Comuna Nakvașa, Brodî
Nakvașa (în ucraineană Накваша) este o comună în raionul Brodî, regiunea Liov, Ucraina, formată din satele Lukași, Mîkîtî, Nakvașa (reședința) și Tetîlkivți.

## Demografie
Componența lingvistică a comunei Nakvașa
     Ucraineană (99,75%)
     Alte limbi (0,19%)
Conform recensământului din 2001, majoritatea populației comunei Nakvașa era vorbitoare de ucraineană (99,75%), existând în minoritate și vorbitori de alte limbi.